# H.N. Clausen
Henrik Nicolai Clausen (1793-1877) var en dansk teolog og politiker, søn af H.G. Clausen, bror til Emil Theodor Clausen, far til Johannes Clausen.
Teologisk kandidat i 1813 og professor ved Københavns Universitet 1822-1874. Clausen udsendte i 1825 Catholicismens og Protestantismens Kirkeforfatning, Lære og Ritus, hvorefter Grundtvig skrev pamfletten Kirkens Gienmæle. H.N. Clausen anlagde – og vandt – en injuriesag, hvad der medførte at Grundtvig blev sat under politicensur.
H.N. Clausen var rationalist, men forsøgte at forene Schleiermachers følelsesbetonede trosbegreb med en kritisk holdning til den kirkelige tradition.
I 1848 var Clausen med til at fremsætte et forslag til en konstitutionel fællesforfatning for Danmark og Slesvig og indtrådte samme år i Novemberministeriet som minister uden portefølje. 
En gade i Aarhus' banegårdskvarter blev i 1887 opkaldt efter H.N. Clausen.

## Politikeren
H.N. Clausen var medlem af Østifternes Stænderforsamling i Roskilde i 1840-1848. Han var præsident for stænderforsamlingen 1842-1846.
I 1848 lykkedes det ham ikke at blive valgt som Præstøkredsens repræsentant i Den grundlovgivende rigsforsamling, men han blev udpeget som kongevalgt medlem af forsamlingen. Han blev valgt som vicepræsident for Rigsforsamlingen.
Fra november 1848 til juni 1851 var han minister uden portefølje i Moltkes anden regering.
I 1849-1853 var han folketingsmand for Helsingørkredsen. Han var kortvarigt medlem af Landstinget i juni 1853-august 1854. Derefter var han fast medlem af Landstinget fra december 1854 til 1863.
Han sad i Rigsrådet fra dets oprettelse i 1855 og til dets nedlæggelse i 1866. Han var medlem af Rigsrådets Landsting 1864-1866.
Clausen var modstander både af enevælden og af den almindelige valgret. Han var tilhænger af danskhed, skandinavisme og forfatningsfrihed.